# خفاش‌های میوه‌خوار سگ‌صورت
خفاش‌های میوه‌خوار سگ‌صورت (نام علمی: Cynopterus) نام یک سرده از تیره خفاش میوه‌خوار است.